# Set Cotnes
Set Cotnes es un cultivar de higuera de tipo higo común Ficus carica, unífera (con una sola cosecha por temporada, los higos de otoño), con higos de epidermis con color de fondo verde amarillento, y con sobre color morado blanquecino, con unas rayas moradas muy prominentes. Se cultiva en la colección de higueras de Montserrat Pons i Boscana en Llucmajor (España).

## Sinonimia
- “De la Cotna”,[4][6][7]

## Historia
Actualmente la cultiva en su colección de higueras baleares Montserrat Pons i Boscana, rescatada de un ejemplar o higuera madre localizada en el predio de "es Palmer" propiedad de Pere Ginard', en el término de Campos y excelente conocedor de esta variedad.
La variedad 'Set Cotnes' debe su nombre a la característica de su piel durísima y muy gruesa. Probablemente originaria de Campos, donde es conocida y cultivada, aunque en lugares muy localizados.

## Características
La higuera 'Set Cotnes' es una variedad unífera de tipo higo común de una sola cosecha por temporada, los higos de otoño. Árbol de vigorosidad elevada, y un buen desarrollo en terrenos favorables, copa redondeada muy apretada, con nula emisión de rebrotes. Sus hojas son de 5 lóbulos en su mayoría, de 3 lóbulos (20-30%), y de 1 lóbulo (20-30%). Sus hojas con dientes presentes márgenes ondulados. 'Set Cotnes' tiene un desprendimiento de higos escaso, con un rendimiento productivo mediano y periodo de cosecha medio. La yema apical cónica de color verde amarillento.
Los frutos de la higuera 'Set Cotnes' son frutos de un tamaño de longitud x anchura:37 x 39mm, con forma urceolada, los higos son de tamaño mediano, sus frutos son simétricos en la forma, y uniformes en las dimensiones, buen porcentaje de frutos aparejados y sin formaciones anormales, de unos 21,540 gramos en promedio, cuya epidermis es muy gruesa, de textura medio áspera al tacto, de consistencia muy fuerte, con color de fondo verde amarillento, y con sobre color morado blanquecino, con unas rayas moradas muy prominentes. Ostiolo de 2 a 3 mm con escamas pequeñas blanquecinas. Pedúnculo de 2 a 3 mm cilíndrico verde amarillento. Grietas ausentes o muy pocas. Costillas prominentes. Con un ºBrix (grado de azúcar) de 18 de sabor poco dulce, soso, y jugoso con color de la pulpa rojo pálido. Con cavidad interna mediana, con aquenios pequeños en tamaño y numerosos en cantidad. Los frutos maduran con un inicio de maduración de los higos sobre el 10 de agosto a 15 de septiembre. Cosecha con rendimiento productivo mediano, y periodo de cosecha mediano.
Se usa en alimentación animal en ganado porcino. Muy difícil abscisión del pedúnculo. Debido a su epidermis muy gruesa y consistencia muy fuerte, son resistentes al transporte, a las lluvias, al agriado y a la apertura del ostiolo. Con poca susceptibilidad al desprendimiento del árbol cuando madura, se marchitan y secan en el árbol volviéndose de un color pardo.

## Cultivo
'Set Cotnes', se utiliza en alimentación animal. Se está tratando de recuperar de ejemplares cultivados en la colección de higueras baleares de Montserrat Pons i Boscana en Llucmajor.